# Fender Musical Instruments Corporation
Fender Musical Instruments Corporation, oftast kallad Fender, är en amerikansk tillverkare av stränginstrument och förstärkare. Företaget är särskilt känt för sina solida elgitarrer, till exempel Stratocaster och Telecaster. Huvudkontoret finns i Scottsdale, Arizona.
Företaget grundades år 1946 i Fullerton, Kalifornien av Clarence Leonidas ”Leo” Fender. Från början hade företaget namnet Fender Electric Instrument Manufacturing Company.
Leo Fender konstruerade också en av de första kommersiellt framgångsrika solida elbasarna, Precision Bass (P-Bass), som har blivit välkänd inom bland annat rock, jazz, country, Motown och funk. Modellerna Precision Bass och Jazz Bass ses idag som norm, och de flesta andra elbasar jämförs med dessa.

## Historia
Fender utvecklade den första elgitarren i massproduktion med solid kropp, som ofta kallas ”elplankan”. Den lanserades 1950 under namnet Broadcaster. Namnet ändrades dock snart till Telecaster på grund av att Gretsch redan använde namnet Broadkaster för ett trumset.
Modellen Stratocaster, som följde därefter, lanserades 1954. ”Stratan”, som gitarren ibland kallas, är idag världens mest kopierade gitarrmodell.
Under flera år köpte Fender akustiska gitarrer från Hagström, som lät Bjärton tillverka dem. AB Albin Hagström var länge Fenders agent i Norden.

### Dotterbolag
Fender äger flera dotterbolag inom musikinstrumentbranschen:
- Fender Custom Shop
- Squier
- Gretsch
- Jackson Guitars
- Charvel
- Hamer Guitars
- Kaman Music Corporation
- Ovation guitar
- Takamine Guitars
- Tacoma
- Guild Guitar Company
- SWR Sound Corporation
- Sunn
- Brand X
- Orpheum
- Olympia
- Heartfield
- Starcaster

## Instrument
Fender tillverkar många olika elgitarrer och elbasar som har blivit stilbildande inom flera musikgenrer.

### Elgitarrer
Här följer exempel på några av Fenders mest välkända elgitarrmodeller:

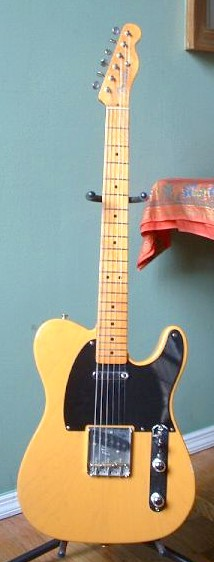
Telecaster (1976)
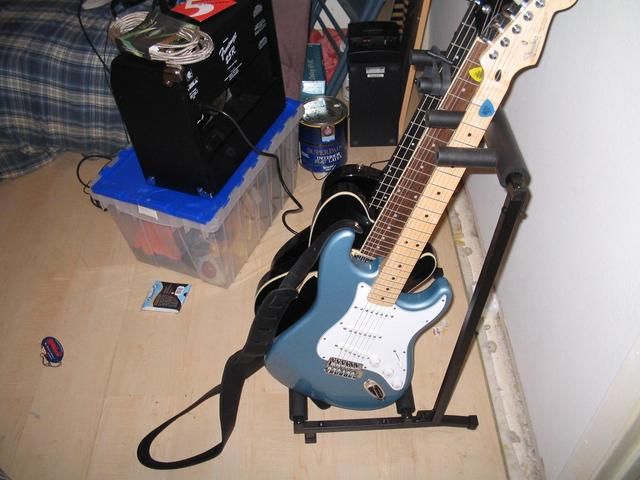
Stratocaster
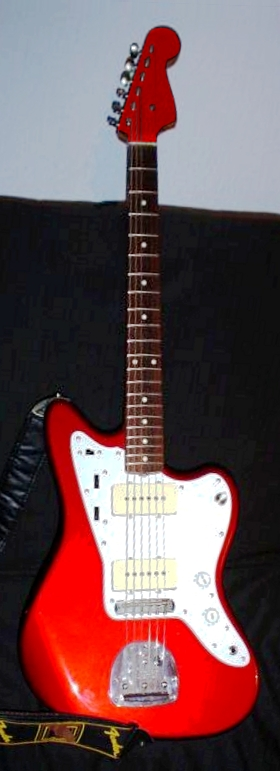
Jazzmaster
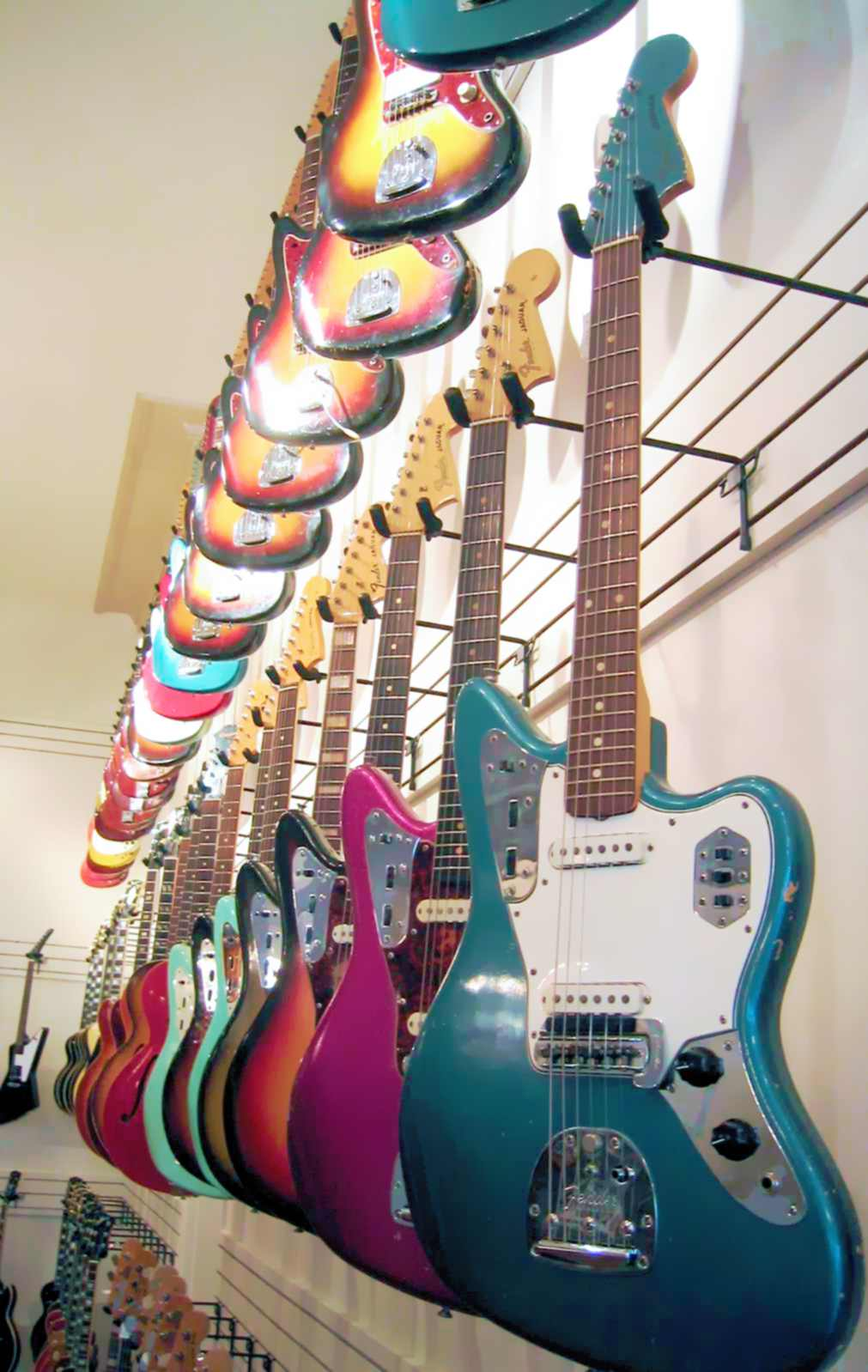
Jaguar
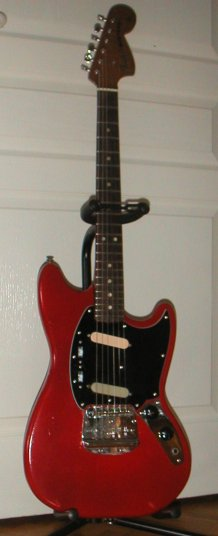
Mustang

### Elbasar
Här följer exempel på några av Fenders mest välkända elbasmodeller:

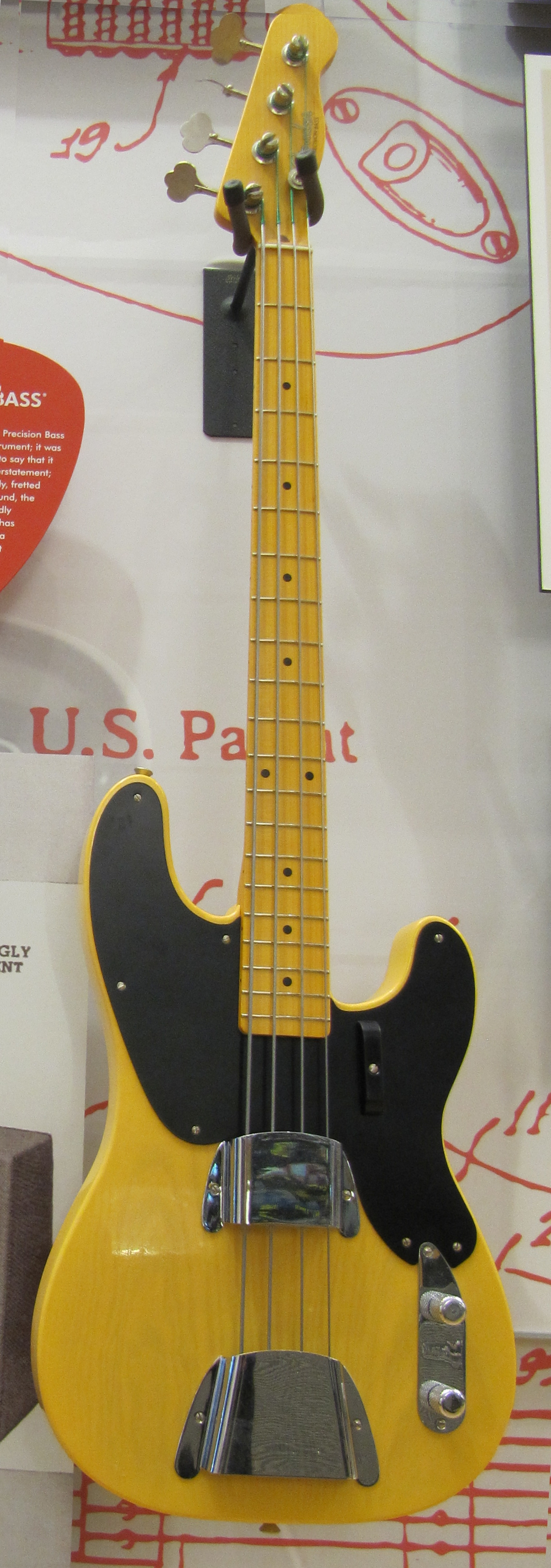
Precision Bass (1951–56)
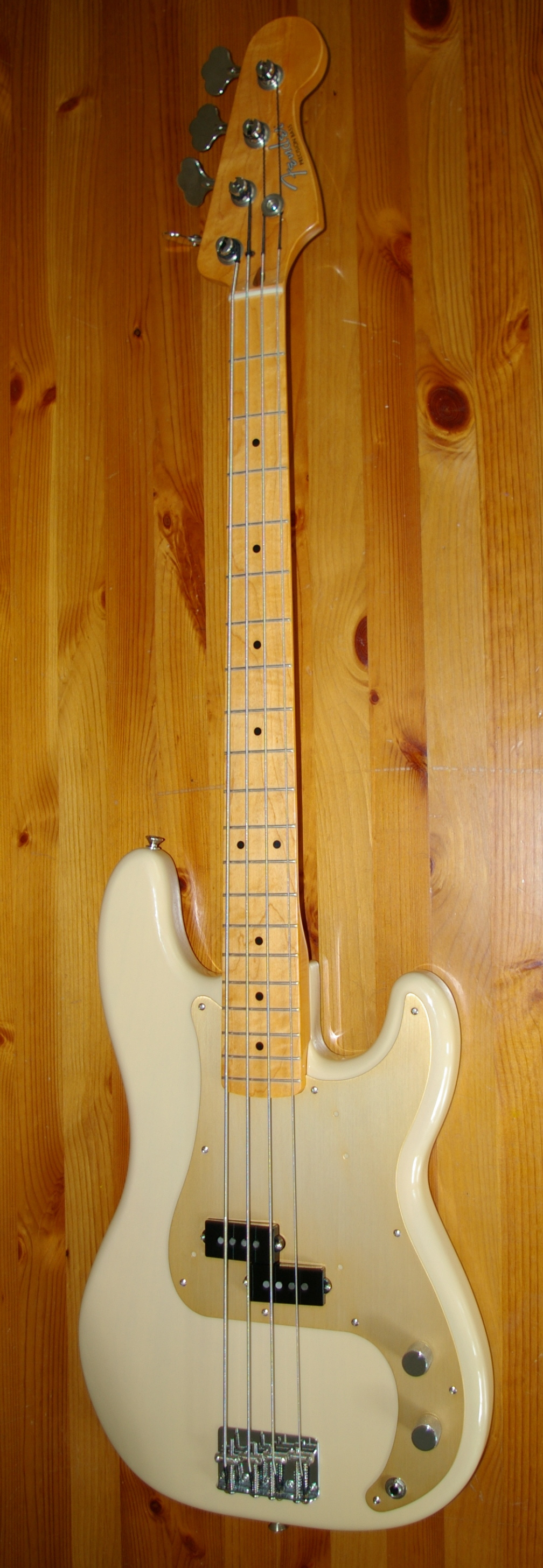
Precision Bass
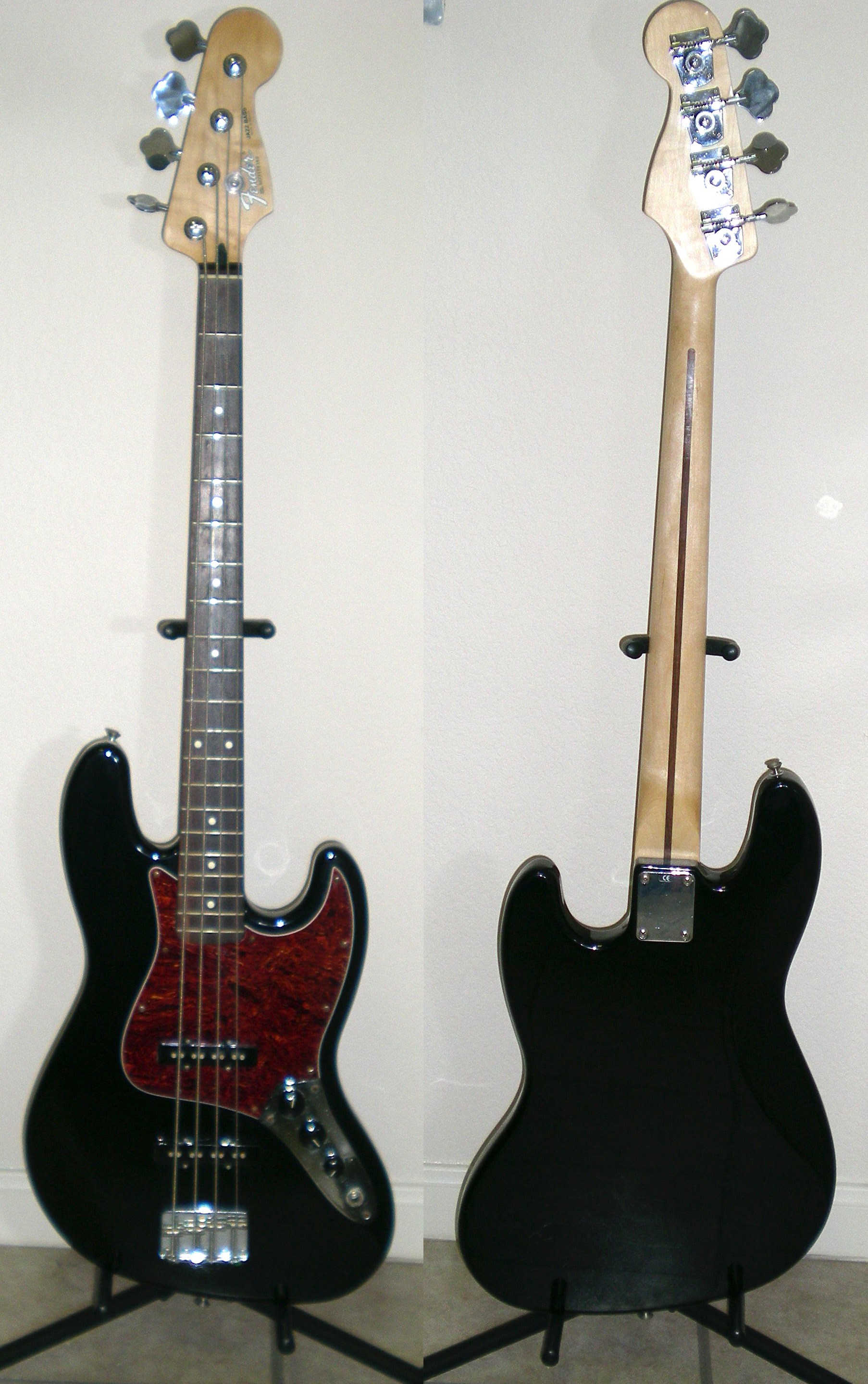
Jazz Bass
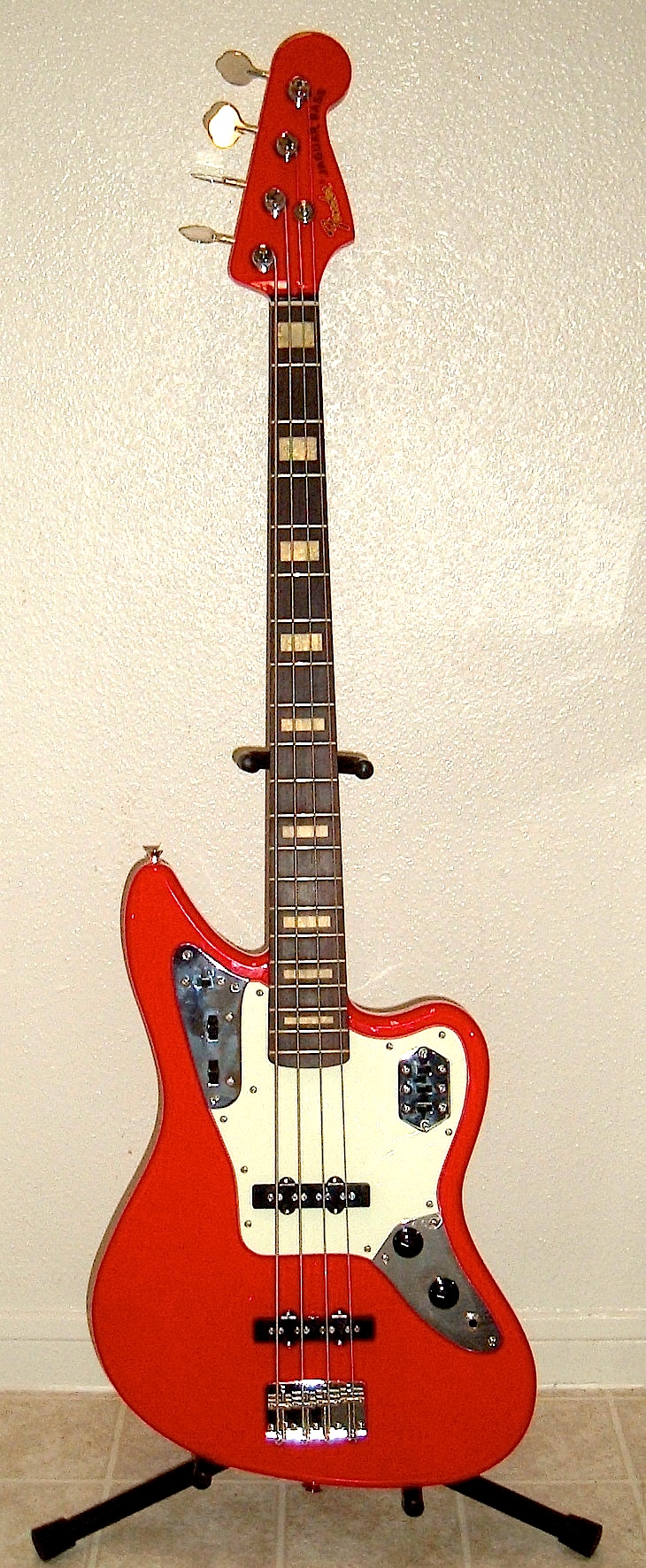
Jaguar Bass
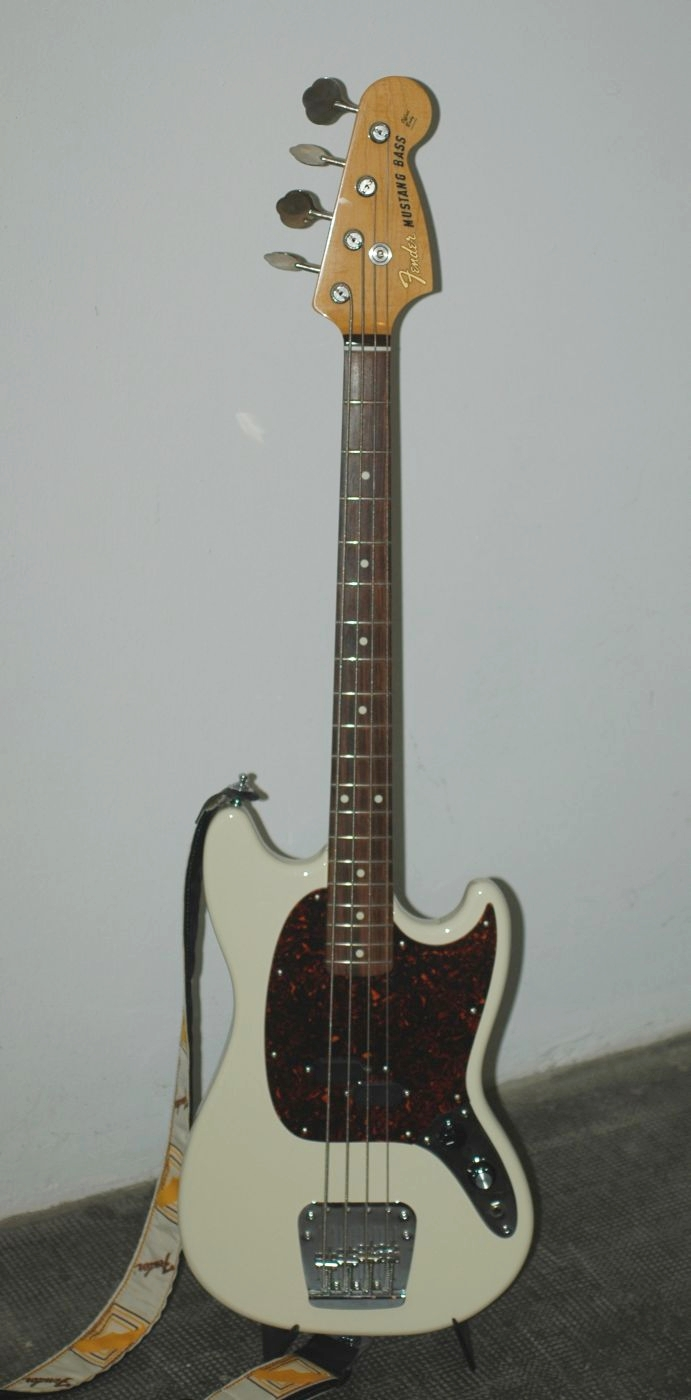
Mustang Bass